# Sorry (canción de Buckcherry)
«Sorry» es el décimo sencillo de Buckcherry, y el quinto de su tercer álbum, 15. No fue planeado en que sea sencillo, peor después de una gran popularidad para que lo sea, la banda hizo un vídeo y lanzó oficialmente la canción.

## Significado
Fue escrita por Josh Todd, que dijo que era para su esposa, y sobre sentir perdón por los problemas de la relación que tenían. Es también sobre como se siente por dejar a su esposa tanto tiempo para ir de gira con la banda.

## Vídeo musical
El vídeo debutó en MSN en Día de Acción de Gracias en 2007. El vídeo muestra a una pareja que están teniendo problemas en su relación, como dice la canción. Se muestran escenas de la banda tocando en un sótano a lo largo del vídeo. La banda ha publicado un "Haciendo el Vídeo" en su página web, que puede ser visto allí.

## Posicionamiento
"Sorry" ha sido un éxito en las radios y ventas digitales, llegando al top 10 en Billboard Hot 100 en el número 9, convirtiéndose en la única segunda canción en la carrera de la banda en estar en Hot 100, y llegando al 59 de "Crazy Bitch". 
También fue su primer Hot 100 en top 10. 
| Lista (2008)                                 | Posición máxima |
| -------------------------------------------- | --------------- |
| Canadian Hot 100                             | 7               |
| RIANZ New Zealand Singles Chart              | 15              |
| U.S. Billboard Hot 100                       | 9               |
| U.S. Billboard Pop 100                       | 8               |
| U.S. Billboard Adult Top 40                  | 2               |
| U.S. Billboard Mainstream Rock Tracks        | 32              |
| U.S. Billboard Modern Rock Tracks            | 31              |
| U.S. Billboard Hot Adult Contemporary Tracks | 26              |